# Софт-рок
Софт-рок (дослівно — «м'який рок», також відомий як лайт-рок) — це різновид поп-року, що виник наприкінці 1960-х років Південній Каліфорнії США та у Великій Британії. У порівнянні з поп-роком, софт-рок є м'якішим за звучанням і характеризується простішими і мелодійнішими піснями. Софт-рок часто звучав на американському радіо 1970-х років і з часом трансформувався у так звану «сучасну музику для дорослих» у 1980-х роках.

## Історія

### Середина-кінець 1960-х років
Більш м'які звуки в рок-музиці можна було почути в піснях середини 1960-х років, таких як «A Summer Song» гурту Chad & Jeremy (1964),  «Here, There and Everywhere» гурту The Beatles і «I Love My Dog» Кета Стівенса (обидва з 1966 р.).
До 1968 року найпоширенішим був хард-рок. З кінця 1960-х років рок-музика зазнає поділу на м'який і хард-рок, причому обидва стали основними радіоформатами в США. Серед виконавців софт-року кінця 1960-х: гурт Bee Gees, чия пісня «I Started a Joke» була синглом номер один у кількох країнах; Ніл Даймонд з хітом 1969 року «Sweet Caroline», Hollies з їхнім топ-10 хітом у США та Великій Британії «He Ain't Heavy, He's My Brother» та Елтон Джон з піснею «Skyline Pigeon».

### Початок 1970-х років
Наприкінці 1960-х і на початку та в середині 1970-х хіт-паради «Hot 100» і «Easy Listening» знову стали схожими, коли звучання більшості музичних творів, що транслювались на топових радіостанціях знову почало пом'якшуватися.
Серед найвідоміших виконавців того часу — гурти Bread, Карлі Саймон, Керол Кінг, Кет Стівенс, Джеймс Тейлор, Лобо та Гілберт О'Салліван, Енн Мюррей, Джона Денвера, Баррі Манілоу і Барбра Стрейзанд, У 1973 році Пол Маккартні та Wings зайняли перше місце в США з піснею " My Love ", яка також посіла перше місце в чартах Adult Contemporary як у США, так і в Канаді.

### Середина-кінець 1970-х
Софт-рок досяг свого комерційного піку в середині та наприкінці 1970-х із такими групами, як Toto, England Dan &amp; John Ford Coley, Air Supply, Seals and Crofts, America та реформований Fleetwood Mac, чий альбом Rumors (1977) був найпродаванішим за десятиліття.
У 1975 році Денверська станція KIMN-FM представила формат mellow rock. Програмний директор Скотт Кеньйон в інтерв'ю журналу Billboard так охарактеризував цей формат: "Фільм Майкла Мерфі " Wildfire « є чудовим прикладом; він нагадує Колорадо, можна сказати, що він родом із цієї частини країни. Звучить звук Скелястих гір… найкращий опис — м'який рок. Візьміть таку музику і перетворіть її на станцію, що звучить у Колорадо».
До 1977 року деякі радіостанції, зокрема нью-йоркська WTFM і WYNY, що належить NBC, перейшли на формат суцільного софт-року. Чиказький WBBM-FM прийняв гібридний формат софт-рок/альбомний рок у 1977 році та був відомий як «Soft Rock 96», представляючи «М'який звук Чикаго». Через п'ять років вони перейшли до формату топ-40 «Гарячих хітів».
У середині та наприкінці 1970-х серед відомих софт-рок виконавців — Біллі Джоел, Елтон Джон, гурти Jefferson Starship, Chicago, Toto, Boz Scaggs, the Alessi Brothers, Michael McDonald, Paul Davis, Eric Carmen, the Doobie Brothers, Alan Parsons Project, Captain &amp; Tennille, Hollies і Dr. Hook .

### 1980-ті роки
На початку 1980-х років радіоформат зазнав певних змін і в англомовному середовищі став відомим як «adult contemporary» або «adult album alternative» — менш відвертий формат у порівнянні з попереднім. Софт-рок все ще користувалися успіхом у таких виконавців, як Шина Істон, Амброзія, Лайонел Річі, Крістофер Кросс, Ден Хілл, Джино Ванеллі, Лео Сейєр, Air Supply, Хуліо Іглесіас і Берті Хіггінс .

### 1990-ті роки
У 1990-х роках софт-рок грали переважно гурти, що стали відомими у попередні десятиліття. Серед відомих композицій — сингли «Hold on My Heart» гурту Genesis (1992), «More Than Words» гурту Extreme (1991), «Tears in Heaven» Еріка Клептона, «Now and Forever» Річарда Маркса (1994) та інші. З'явилися і нові гурти та виконавці, такі як данський гурт Michael Learns to Rock та австралійська група Southern Sons.